# パオロ・バンケロ
- パオロ・バンケーロ

パオロ・ナポレオン・ジェームズ・バンケロ（Paolo Napoleon James Banchero, 2002年11月12日 - ）は、アメリカ合衆国ワシントン州シアトル出身のプロバスケットボール選手。NBAのオーランド・マジックに所属している。ポジションはパワーフォワード。

## 経歴

### ハイスクール
オディア高等学校に進学し、バスケと並行してアメリカンフットボールもプレーした。1年目のシーズンは平均14.1得点、10.2リバウンドを記録した。2年目のシーズンは平均18.2得点、10.3リバウンド、4.2アシストを記録してチームを州大会優勝に導き、MVPを受賞した。

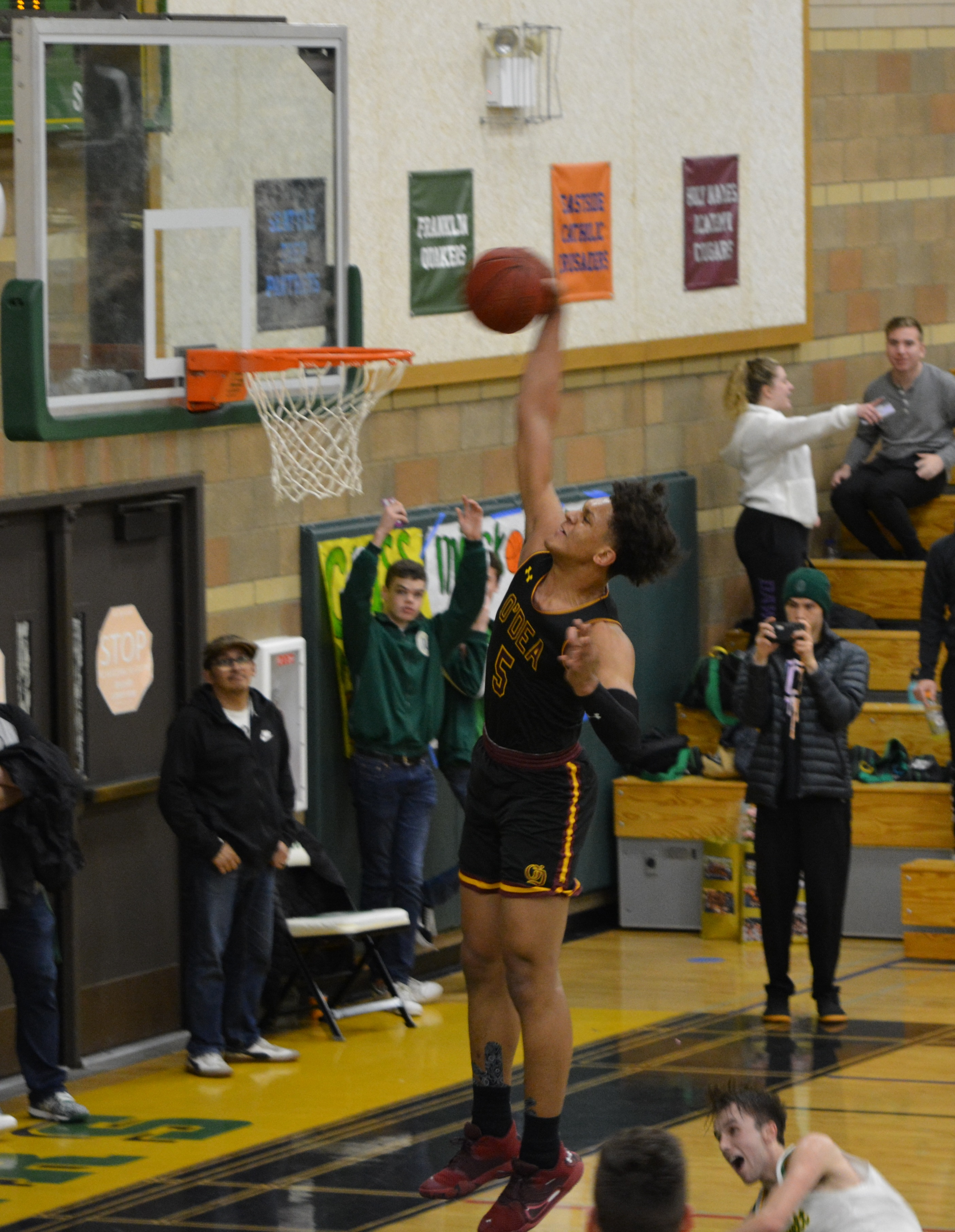
高校時代のバンケロ
（2020年）

3年目のシーズンは平均22.6得点、11.0リバウンド、3.7アシスト、1.6ブロックを記録し、ワシントン州のゲータレード年間最優秀選手賞を受賞した。

### リクルート
所属する2021年のクラスで最大級の評価を受け、ESPNなどの主要3サイトから5つ星評価され、NCAAの多くの強豪からオファーを受けた。両親の母校であるワシントン大学への進学が予想されていたが、2020年8月にデューク大学への進学を決断した。
| 氏名 | 出身                                                                                | 高校 / 大学            | 身長               | 体重            | コミット日    |
| --- | ----------------------------------------------------------------------------------- | ---------------------- | ------------------ | --------------- | ------------- |
| パオロ・バンケロ PF | シアトル                                                                            | オディア高等学校（WA） | 6 ft 9 in (2.06 m) | 235 lb (107 kg) | 2020年8月20日 |
| パオロ・バンケロ PF | リクルート スターレーティング: Scout: N/A Rivals: 247Sports: ESPN: ESPNグレード: 97 |                        |                    |                 |               |
| 全リクルート順位: Rivals: 2 247Sports: 2 ESPN: 3 |                                                                                     |                        |                    |                 |               |
| - 注意: 多くの場合、Scout、Rivals、247Sports、ESPNの間で身長、体重が一致しない可能性がある。 - これらの場合、平均をとっている。ESPNグレードは100ポイントスケールに基づいている。 出典: - “2021 Team Ranking”. Rivals.com. 2021年5月16日閲覧。 |                                                                                     |                        |                    |                 |               |

### カレッジ
1年目の2021-22シーズンからエースとして活躍し、平均17.8得点、7.2リバウンド、3.8アシストを記録。ACCの新人王を受賞し、NCAAオールアメリカンのコンセンサスセカンドチームに選出された。また、NCAAトーナメントでもファイナル・フォーまで進出した。シーズン終了後に2022年のNBAドラフトへアーリーエントリーした。

### オーランド・マジック
2022年6月23日に行われたNBAドラフトにて1巡目全体1位でオーランド・マジックから指名され、7月1日にマジックとの契約に合意した。なお、デューク大学出身の選手がドラフト全体1位指名されたのは、2019年のザイオン・ウィリアムソン以来史上5人目であった。
2022-23シーズン、開幕戦となった10月15日のデトロイト・ピストンズ戦でNBAデビューし、27得点、9リバウンド、5アシスト、2ブロックを記録したが、チームは109-113で敗れた。なお、NBAデビュー戦で25得点・5リバウンド・5アシスト以上を記録したのは、2003年のレブロン・ジェームズ以来約19年ぶりであった。11月5日のサクラメント・キングス戦では33得点、16リバウンドを記録したが、チームは123-126で惜敗した。なお、ティーンエイジャーが1試合で30得点・15リバウンド以上を記録したのは、レブロン・ジェームズに次いでNBA史上2人目であった。このシーズン、バンケロはシーズン平均20.0得点、6.9リバウンド、3.7アシストを記録し、NBA新人王に選出されるとともにNBAオールルーキーファーストチームにも選出された。
2023-24シーズン、2023年11月2日のユタ・ジャズ戦で決勝点となるレイアップを含む30得点を記録し、チームは115-113で辛勝した。2日後のロサンゼルス・レイカーズ戦では25得点、7リバウンド、10アシストを記録し、チームは120-101で勝利した。12月6日のクリーブランド・キャバリアーズ戦で42得点を記録したが、チームは111-121で敗れた。2024年1月3日のサクラメント・キングス戦で当時キャリアハイとなる43得点を記録したが、チームはダブルオーバータイムの末に135-138で惜敗した。3日後のデンバー・ナゲッツ戦では自身初のトリプル・ダブルとなる30得点、10リバウンド、11アシスト、3スティールを記録し、チームは122-120で辛勝した。2月1日に自身初となるNBAオールスターに選出された。同月24日のデトロイト・ピストンズ戦で決勝点となるジャンプショットを含む15得点を記録し、チームは112-109で辛勝した。
このシーズン、チームはイースタンカンファレンス5位でプレーオフに進出し、バンケロ自身初となるプレーオフとなった。クリーブランド・キャバリアーズとの第1回戦の第1戦でプレーオフデビューを果たし、24得点、7リバウンド、5アシストを記録したが、その反面に9ターンオーバーを記録し、チームは83-97で敗れた。第3戦では31得点、14リバウンドを記録し、チームは121-83で勝利した。第5戦でプレーオフキャリアハイとなる39得点を含む8リバウンド、4アシストを記録したが、チームは103-104で惜敗した。第7戦でプレーオフキャリアハイとなる16リバウンド、3スティールを含む38得点、2アシスト、1ブロックを記録したが、チームは94-106で敗れ、第7戦の末にキャバリアーズに敗れた。
2024-25シーズン、10月23日のシーズン開幕戦となるマイアミ・ヒート戦で33得点、11リバウンドを記録し、チームは116-97で勝利した。なお、マジックの選手がシーズン開幕戦で30得点、10リバウンド以上を記録したのは、シャキール・オニール、トレイシー・マグレディに次いでフランチャイズ史上3人目であった。同月28日のインディアナ・ペイサーズ戦でキャリアハイを更新する50得点を含む13リバウンド、9アシスト、2ブロックを記録し、チームは119-115で辛勝した。

## 代表歴
イタリア系アメリカ人であるため、アメリカ合衆国代表に加えてイタリア代表としてプレーする資格も持つ。2022年のユーロバスケットではイタリア代表の予備登録選手に選出されたが、試合への出場はなかった。
2023年のFIBAバスケットボール・ワールドカップではアメリカ合衆国代表で出場した。

## 家族
母のロンダはWNBAでプレーした元プロバスケットボール選手である。
父のマリオはイタリア系アメリカ人で、自身も2020年2月にイタリア国籍を取得している。

## 人物
大学時代の2021年11月14日にチームメイトが飲酒運転で逮捕された。この時車に同乗していたため、幇助にあたるとして起訴された。
NFL選手のパトリック・マホームズと容姿が似ている。2022年5月8日に行われたマイアミグランプリの観戦に訪れた際にはSky Sportsのマーティン・ブランドルにマホームズと誤認され、インタビューを受けた。
多汗症であり、1試合で体重が約3kg減少する。このため大学時代は試合終盤によく足をつっていたが、医師から処方された特別な飲料を使うことで対処した。

## 個人成績

### NBA

#### レギュラーシーズン
| シーズン     | チーム       | GP  | GS  | MPG  | FG%  | 3P%  | FT%  | RPG | APG | SPG | BPG | PPG  |
| ------------ | ------------ | --- | --- | ---- | ---- | ---- | ---- | --- | --- | --- | --- | ---- |
| 2022–23      | ORL          | 72  | 72  | 33.8 | .427 | .298 | .738 | 6.9 | 3.7 | .8  | .5  | 20.0 |
| 2023–24      | ORL          | 80  | 80  | 35.0 | .455 | .339 | .725 | 6.9 | 5.4 | .9  | .6  | 22.6 |
| 2024–25      | ORL          | 46  | 46  | 34.4 | .452 | .320 | .727 | 7.5 | 4.8 | .8  | .6  | 25.9 |
| 通算         | 通算         | 198 | 198 | 34.4 | .445 | .320 | .730 | 7.1 | 4.6 | .8  | .6  | 22.4 |
| オールスター | オールスター | 1   | 0   | 18.9 | .333 | .000 | —    | 9.0 | 5.0 | .0  | .0  | 6.0  |

#### プレーオフ
| シーズン | チーム | GP | GS | MPG  | FG%  | 3P%  | FT%  | RPG | APG | SPG | BPG | PPG  |
| -------- | ------ | -- | -- | ---- | ---- | ---- | ---- | --- | --- | --- | --- | ---- |
| 2024     | ORL    | 7  | 7  | 37.5 | .456 | .400 | .755 | 8.6 | 4.0 | 1.1 | .6  | 27.0 |
| 2025     | ORL    | 5  | 5  | 39.4 | .435 | .444 | .659 | 8.4 | 4.2 | .6  | .8  | 29.4 |
| 通算     | 通算   | 12 | 12 | 38.3 | .447 | .418 | .711 | 8.5 | 4.1 | .9  | .7  | 28.0 |

### カレッジ
| シーズン | チーム   | GP | GS | MPG  | FG%  | 3P%  | FT%  | RPG | APG | SPG | BPG | PPG  |
| -------- | -------- | -- | -- | ---- | ---- | ---- | ---- | --- | --- | --- | --- | ---- |
| 2021–22  | デューク | 39 | 39 | 33.0 | .478 | .338 | .729 | 7.8 | 3.2 | 1.1 | .9  | 17.2 |